# Castelnau-de-Guers
Castelnau-de-Guers é uma comuna francesa na região administrativa de Occitânia, no departamento de Hérault. Estende-se por uma área de 22,51 km². Em 2010 a comuna tinha 1 213 habitantes (densidade: 53,9 hab./km²).

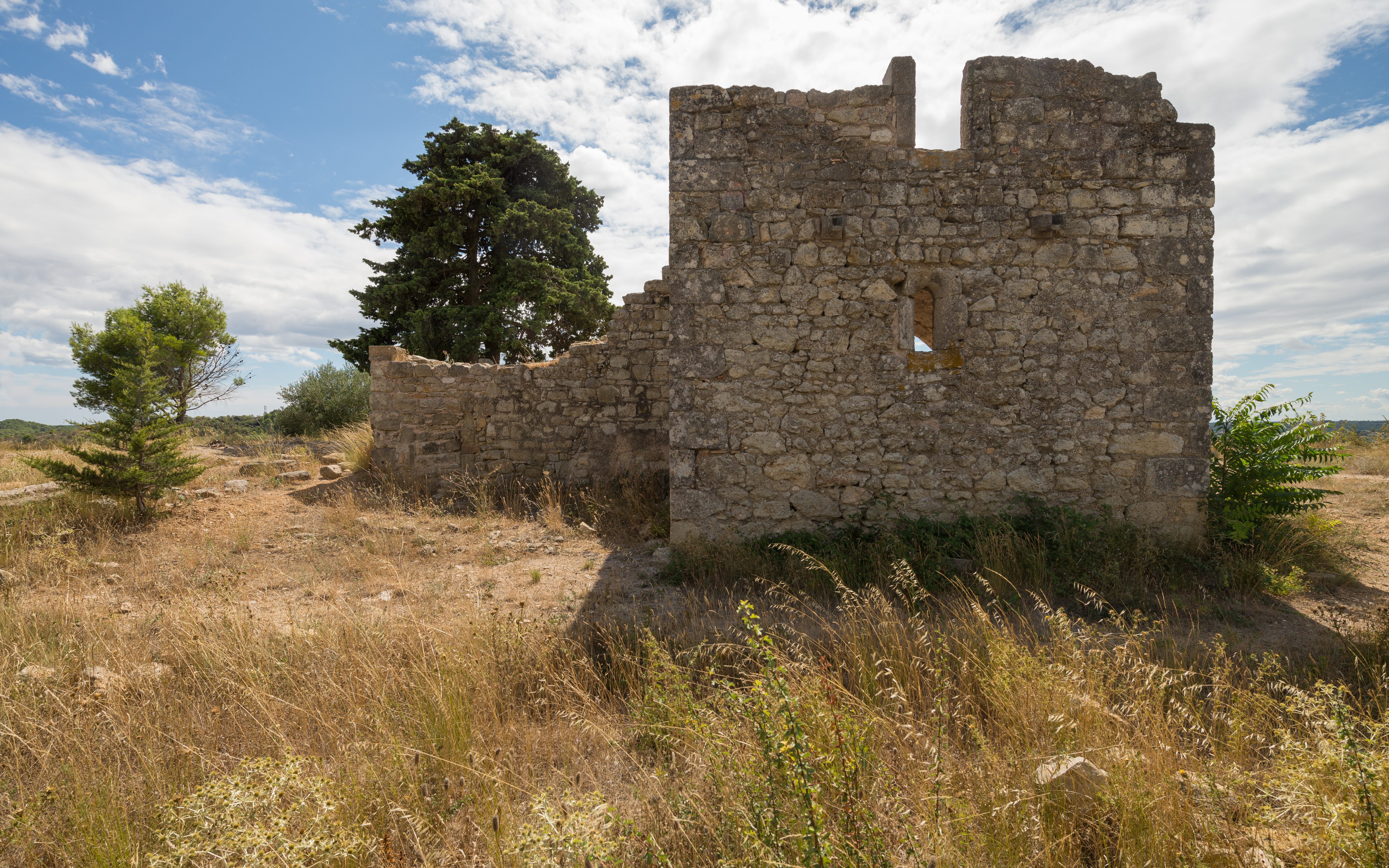